# David Silveria
David Randall Silveria (San Leandro (Californië), 21 september 1972) is een Amerikaanse drummer. Hij is drummer geweest bij de nu-metalband L.A.P.D. (1989-1992) en diens opvolger KoRn (1993-2006). Sinds januari 2012 is hij de drummer van INFINIKA.

## Biografie

### Jeugdjaren
Silveria begon in 1981, op negenjarige leeftijd, met drummen en oefende tot 1989. Na een auditie werd hij in 1989 drummer van L.A.P.D. Hij zat uiteindelijk ongeveer 4 jaar bij deze band.

### Drummer van KoRn
In maart 1993 werd de nu-metalband KoRn gevormd, waarmee Silveria zijn grootste successen beleefde. Echter 7 jaar later moest Silveria in de lente van 2000 een medische behandeling ondergaan omdat hij door de vele optredens last van zijn arm had gekregen. In de zomer van 2000 keerde hij in de band terug. In 2005 maakte Silveria zijn 7e en laatste KoRn studioalbum. Op 31 januari 2012 werd bekend dat hij sinds november 2006 al geen contact meer had met Jonathan Davis. Een maand daarna vertrok hij bij KoRn.

### Vertrek bij KoRn
Op 8 december 2006 drumde Silveria voor het laatst bij KoRn. Vijf dagen later bevestigde hij zijn al dan niet tijdelijke vertrek na bijna 14 jaar bandlid te zijn geweest. Silveria zou meer tijd willen doorbrengen in zijn restaurants Tuna Town en Silveria's Steakhouse, en met zijn gezin. Later bleek dat Silveria niet meer van plan was terug te keren.
"Voorlopig zal David Silveria niet terugkeren bij KoRn", aldus Jonathan Davis in de live chatsessie van KoRn's KoRner op 17 mei 2008. "Zijn passie voor muziek is verdwenen". "KoRn gaat misschien definitief zonder David door", volgens de podcast van Headbangers Blog op 30 mei 2008.
Sindsdien werd vaak de naam van Ray Luzier genoemd als officiële opvolger. Luzier was op dat moment invaller voor Silveria die ondanks zijn pauze nog steeds als officieel bandlid werd beschouwd. Davis zou in 2008 nog gezegd dat Silveria altijd welkom was om terug te keren bij KoRn. Later zei Davis dat Silveria niet meer terugkeert. In februari 2009 werd dat bevestigd doordat Luzier de definitieve opvolger werd van David Silveria. Pas in mei 2009 liet David Silveria voor het eerst sinds jaren weer eens van zich horen in het Amerikaanse tv-programma Dancing with the Stars. Een half jaar later [in december 2009] besloot hij om Silveria's Steakhouse tot Silvera's Rockbar om te bouwen.

### Rentree na 5 jaar: drummer van INFINIKA
In januari 2012 werd bekend dat Silveria de drummer was van de nieuwe band INFINIKA. In een interview gaf hij na jaren als reden voor zijn vertrek bij KoRn aan, dat hij niet meer goed met de andere bandleden overweg had gekund. Silveria liet op 8 februari 2012 weten dat de eerste single die INFINIKA uit zou brengen Beautiful zou zijn. Dit nummer was tevens te horen aan het begin van het promotiefilmpje. De single verscheen op 2 april 2012. Op 1 september 2014 verschijnt het debuutalbum Echoes And Traces van INFINIKA.

## Discografie

### KoRn
- KoRn (1994)
- Life Is Peachy (1996)
- Follow The Leader (1998)
- Issues (1999)
- Untouchables (2002)
- Take A Look In The Mirror (2003)
- See You On The Other Side (2005)

### INFINIKA
- Echoes And Traces (1 september 2014)